# Osteolytisch letsel
Een osteolytisch letsel is een defect van het botweefsel geïnduceerd door botafbraak, ten gevolge van de aanwezigheid van een overmaat aan osteoclasten in het botweefsel.
Het (in overmate) activeren van osteoclasten kan een gevolg zijn van vormen van kanker (bijvoorbeeld Multipel myeloom, zie botontkalking) of bijvoorbeeld het aanbrengen van een implantaat.